# Raionul Hornostaiivka, Herson
Hornostaiivka (în ucraineană Горностаївський район, transliterat: Hornostaiivskîi raion) este un raion în regiunea Herson, Ucraina. Reședința sa este așezarea de tip urban Hornostaiivka.

## Demografie
Componența lingvistică a raionului Hornostaiivka
     Ucraineană (94%)
     Rusă (4,73%)
     Alte limbi (0,52%)
Conform recensământului din 2001, majoritatea populației raionului Hornostaiivka era vorbitoare de ucraineană (94%), existând în minoritate și vorbitori de rusă (4,73%).